# Aralkum
El desierto de Aral o Aralkum (en uzbeko: Orol choʻli) es el nombre dado al nuevo desierto que apareció en el antiguo lecho del fondo del lago que antes ocupaba el mar de Aral. Se encuentra al sur y al este de lo que queda de dicho mar de Aral en Uzbekistán y Kazajistán.
Mientras que el nivel del mar de Aral ha fluctuado a lo largo de su existencia, la caída de nivel más reciente fue causada por los proyectos de irrigación masiva de la Unión Soviética en la región. La afluencia de los aportes hídricos fue gravemente reducida e hizo que el nivel de agua en el mar de Aral empezara a caer. Mientras que el mar de Aral Norte se encuentra actualmente en aumento gracias al dique Kokaral, el mar de Aral Sur sigue disminuyendo, ampliando así el tamaño del desierto.